# Rosie O'Donnell
Roseanne O’Donnell, dite Rosie O'Donnell, est une animatrice de télévision, actrice, humoriste, auteure et productrice de télévision américaine, née le 21 mars 1962 à Commack (Long Island), dans l'État de New York.
Elle est connue pour ses talk shows The Rosie O'Donnell Show (1996–2002) et The View (2006-2014). Par ailleurs, elle est une militante pour les droits des LGBT.

## Biographie

### Enfance et famille
Roseann O'Donnell est le troisième des cinq enfants de Roseann et Edward O'Donnell, un ingénieur électricien. Quand Roseann, dite Rosie, a 10 ans, sa mère décède des suites d'un cancer, son père, durement affecté, s'éloigne affectivement de ses enfants et enlève tout ce qui, dans le foyer familial, rappelle le souvenir de son épouse disparue. Un souvenir échappe au nettoyage : une collection de disques. Rosie O'Donnell et sa fratrie cherchent souvent du réconfort en écoutant les albums de leur mère, en particulier les disques de Barbra Streisand.
Comme elle le révèle en 2019, Rosie O'Donnell est victime d'agressions sexuelles de la part de son père.

### Carrière et vie d'adulte
Comme actrice, elle participe à de petits rôles comme dans les séries Beverly Hills 90210 (en 1993), Nip/Tuck, Larry et son nombril, Une nounou d'enfer et Queer as Folk.
En mars 2002, lors de son talk show The View, Rosie O'Donnell déclare être lesbienne, La nouvelle n’entraîne aucune réaction négative, et passe même relativement inaperçue, car elle l'avait préparée par maints signes avant-coureurs et multiples sous-entendus,.
Après avoir fait un bref retour à l'émission The View en septembre 2014, elle quitte définitivement le talk show en février 2015.
En 2015, Rosie O'Donnell achète pour 4 975 000 $ une villa à West Palm Beach en Floride, qu'elle met en vente pour 6 050 000 $, l'année d'après en 2016.
En 2017, elle prend un tournant dans sa carrière en jouant un rôle de grand-mère dans la série SMILF, rôle qui lui permet de tenir face à des événements éprouvants dans sa vie comme le suicide de son ex-épouse, Michelle Rounds,, et sa fille diagnostiquée comme atteinte de trouble du spectre de l'autisme (TSA).
Rosie O'Donnell et le président américain Donald Trump s'échangent des propos agressifs où les insultes fusent de part et d'autre.
En 2019, avec humour, Rosie O'Donnell déclare être attirée par la présentatrice conservatrice de Fox News, Elisabeth Hasselbeck.
En mars 2020, elle lance un appel de fonds pour les acteurs et artistes infectés par le Covid-19.
En août 2022, elle apparaît dans un épisode de Une équipe hors du commun (A League of Their Own), série créée par Abbi Jacobson et librement inspirée du film Une équipe hors du commun (1992).
En mars 2025, elle dévoile avoir déménagé en Irlande, dont ses grands-parents sont originaires.
Le président américain Donald Trump menace en 2025 de lui retirer sa nationalité américaine, bien qu'elle soit née aux Etats-Unis d’une mère américaine, en raisons de ses critiques vis-à-vis de sa politique.

## Publications
- (en) Kids are Punny : Jokes Sent by Kids to The Rosie O'Donnell Show, Warner Books, 1997, 89 p. (ISBN 978-0-446-52323-3),
- (en) Kids Are Punny 2 : More Jokes Sent by Kids to the Rosie O'Donnell Show, Warner Books, 1er octobre 1998, 96 p. (ISBN 978-0-446-52540-4),
- (en) Find Me, Grand Central Publishing (réimpr. 2003) (1re éd. 2002), 224 p. (ISBN 978-0-446-69030-0),
- (en) Celebrity Detox : The Fame Game, Grand Central Publishing, 9 octobre 2007, 224 p. (ISBN 978-0-446-58224-7),
- (en) Rosie O'Donnell's Crafty U : 100 Easy Projects the Whole Family Can Enjoy All Year Long, Simon & Schuster, 8 avril 2008, 208 p. (ISBN 978-1-4165-5341-0),
- (en) Lois Kam Heymann & Rosie O'Donnell, The Sound of Hope : Recognizing, Coping with, and Treating Your Child's Auditory Processing Disorder, Ballantine Books, 27 avril 2010, 256 p. (ISBN 978-0-345-51218-5),

## Émissions de télévision
Sauf indication contraire, les informations mentionnées dans cette section peuvent être confirmées par les bases de données cinématographiques  présentes dans la section « Liens externes ».
- 1996–2002 : The Rosie O’Donnell Show -
- 1999 : Nickelodeon Kids' Choice Awards '99 - présentatrice
- 2000 : Nickelodeon Kids' Choice Awards 2000 - présentatrice
- 2006-2014 : The View - animatrice

## Filmographie
Sauf indication contraire, les informations mentionnées dans cette section peuvent être confirmées par les bases de données cinématographiques  présentes dans la section « Liens externes ».

### Actrice

#### Télévision
- 1986-1987 : Allô Nelly bobo (série télévisée) : Maggie O'Brien
- 1992 : Stand by Your Man (série télévisée) : Lorraine Popowski
- 1996 : Une nounou d'enfer : Cozette, chauffeur de taxi (saison 3, épisode 21) et elle-même (saison 4, épisode 4)
- 1997 : The Twilight of the Golds (téléfilm) : Jackie
- 1999 : Ally McBeal (saison 2, épisode 19) : Dr Hooper
- 2005 : Queer as Folk (série télévisée), saison 5 : Lorretta Pye
- 2005 : Riding the Bus with My Sister (téléfilm) : Beth Simon
- 2006-2008 : Nip/Tuck (série télévisée), saisons 4 et 5 : Dawn Budge
- 2008 : Little Britain USA : elle-même (1 épisode)
- 2009 - 2010 : Drop Dead Diva (série télévisée) : Juge Summers
- 2013 : Smash (série télévisée) : elle-même
- 2014 : The Fosters (série télévisée) : Rita Hendricks
- 2016 : Hairspray Live! (série télévisée) : la prof de gym
- 2016 : Mom : Jeanine (saison 3, épisode 10 et saison 4, épisode 2)[16]
- 2017 : When We Rise (série télévisée) : Del Martin (3 épisodes)
- 2017 : SMILF (série télévisée) : Tutu
- 2020 : I Know This Much Is True (série télévisée) : Lisa Sheffer
- 2021 : The L Word: Generation Q (série télévisée) : Carrie (saison 2, 4 épisodes)[17]
- 2022 : Une équipe hors du commun (A League of Their Own) (série télévisée) : Vi (saison 1, 1 épisode)
- 2022 : American Gigolo (série télévisée) : Joan Sunday
- 2025 : And Just Like That (série télévisée) : Mary (saison 3, épisode 1)

#### Cinéma
- 1992 : Une équipe hors du commun : Doris Murphy (3rd base)
- 1993 : Nuits blanches à Seattle : Becky
- 1993 : Indiscrétion assurée : Assistant D.A. Gina Garrett
- 1993 : Fatal Instinct de Carl Reiner : femme dans le magasin d'oiseaux
- 1994 : Police... secours ! de Bill Fishman (en) : Lucille Toody
- 1994 : La Petite Star : la personne du maquillage
- 1994 : La Famille Pierrafeu : Betty Rubble
- 1994 : Exit to Eden : Sheila Kingston
- 1995 : Souvenirs d'un été : de Lesli Linka Glatter
- 1995 : Now and Then : Dr Roberta Martin
- 1996 : Beautiful Girls : Gina Barrisano
- 1996 : Harriet la petite espionne : Ole Golly
- 1998 : Éveil à la vie (Wide Awake) : Sister Terry
- 1999 : Tarzan : Terk (voix)
- 2000 : Les Pierrafeu à Rock Vegas : Octopus Masseuse (voix)
- 2023 : Il était une fois un studio de Dan Abraham et Trent Correy : Tok (voix)

### Productrice
- 1995 : The Rosie O'Donnell Show (émission de télévision)
- 1998 : The 52nd Annual Tony Awards (émission de télévision)
- 1998 : Kids Are Punny (TV)
- 2000 : The 54th Annual Tony Awards (émission de télévision)
- 2004 : Mina & the Family Treasure
- 2005 : All Aboard! Rosie's Family Cruise
- 2005 : Riding the Bus with My Sister (TV)

## Discographie
- 1999 : A Rosie Christmas
- 2000 : Another Rosie Christmas

Collaboration
Rosie collabore sur l'abum Tarzan, dont la musique est de Phil Collins et Mark Mancina, bande sonore du film de 1999 des studios Disney, sur la chanson Trashin' the Camp.

## Distinctions

### Récompenses
- 1997 : lauréate de l'American Comedy Awards, pour son animation du The Rosie O'Donnell Show
- 1999 : lauréate du Emmy Award, catégorie émission de variétés remarquable[18],
- 1999 : lauréate de l'American Comedy Awards, pour son rôle dans le documentaire The 52nd Annual Tony Awards
- 2003 : lauréate du Vito Russo Award décerné par le GLAAD[19].